# حبيل السمحية (ردفان)

تعديل مصدري - تعديل

حبيل السمحية هي إحدى قرى عزلة الحبيلين بمديرية ردفان التابعة لمحافظة لحج، بلغ تعداد سكانها 59 نسمة حسب تعداد اليمن لعام 2004.